# Maurice André
Pour les articles homonymes, voir Maurice André (rugby à XIII) et André.
Maurice André, né le 21 mai 1933 à Alès et mort le 25 février 2012 à Bayonne, est un trompettiste français classique.
Il a été professeur de trompette au conservatoire national supérieur de musique de Paris, où il a introduit l'enseignement de la trompette piccolo notamment pour le répertoire baroque. Inspirateur de nombreuses innovations de l'instrument, sa grande maîtrise technique et son profond sens artistique ont contribué pendant cinquante ans à populariser la trompette dans le monde entier.
Maurice André a joué et enregistré les grands concertos du répertoire avec les plus illustres chefs d'orchestre de son époque.

## Biographie

### L'apprentissage et les débuts
Maurice André est issu d'une famille de mineurs. En 1944, il commence par apprendre le solfège durant deux années avant même de pouvoir toucher à son premier cornet, cadeau de prix, pour un père d'origine modeste. Il descend à la mine de quatorze à dix-huit ans, tout en commençant à étudier la trompette, avec comme premier professeur son père, Marcel-Jean André, grand amoureux de musique classique. Son frère Raymond est également trompettiste et ils feront quelques concerts et enregistrements ensemble notamment le concerto pour deux trompettes de Vivaldi.
Ensuite, c'est Léon Barthélémy, secrétaire-comptable aux abattoirs d'Alès et ancien élève de trompette de Merri Franquin, qui dirigera le jeune Maurice André dans ses premières études musicales.
Au Conservatoire de Paris, où il entre en 1951 après s'être engagé comme trompettiste dans le 8e régiment de transmissions, il est l’élève de Raymond Sabarich et obtient un premier prix d'honneur de cornet en 1952 et un premier prix de trompette l'année suivante (le 9 juillet 1953). Il entre dans l'Orchestre de la Société des concerts du Conservatoire aux côtés de Louis Menardi. Rapidement, il s’impose comme la figure marquante d’une génération de trompettistes français : il est trompette solo aux concerts de l'orchestre Lamoureux (1953-1960), à l'orchestre philharmonique de l'ORTF (1953-1963) et à l'Opéra-Comique (1962-1967).
À l'automne 1953, il enregistre chez Erato son premier disque avec l'orchestre Jean-François Paillard où figurent des compositeurs italiens.
Il joue également au cirque Medrano, au théâtre Mogador et réalise en même temps quelques enregistrements studio avec, notamment, Henri Salvador et Charles Trenet (trompette bouchée dans la chanson Nationale 7 en 1955).

### L'ascension
En 1955, il obtient le premier prix du concours international d'exécution musicale de Genève. Il joue en soliste et sa carrière prend un essor international après le premier prix qu’il remporte au concours international de musique de l'ARD à Munich en 1963. On l'avait d'abord sollicité pour faire partie du jury mais il a préféré participer en tant que candidat, n'ayant jamais tenté ce concours auparavant (il raconte lui-même que le lauréat étant mieux rémunéré qu'un membre du jury, le choix était vite fait). Après le succès à ces deux concours, il sera invité par les plus grands chefs d'orchestre en tant que soliste.
Il enchaîne concerts après concerts et illumine l'auditoire dans l'interprétation redoutable du 2e concerto brandebourgeois de Bach qu'il passe avec aisance et légèreté. Ce morceau deviendra son « signe de reconnaissance » avec la badinerie de la Suite en si mineur. De 1967 à 1978, il est professeur au conservatoire de Paris succédant à son maître Raymond Sabarich, Il y introduit la petite trompette (piccolo) pour le répertoire baroque. Il y forme plus de cent trompettistes, parmi lesquels Bernard Soustrot, Guy Touvron, Éric Aubier, Thierry Caens.
Maurice André jouera avec les plus grands chefs comme Jean-François Paillard (selon ses propres dires, le chef dont il épousait le plus totalement les options artistiques), Karl Richter, Herbert von Karajan, Karl Münchinger, Riccardo Muti, Jesús López Cobos, Michel Plasson, Charles Mackerras, Karl Böhm, Léonard Bernstein. Toujours avec simplicité et modestie.
En 1980, l'émission de Jacques Chancel — Le Grand Échiquier — lui ouvre ses portes et un très large et jeune public découvre son expression musicale. Le succès de cette émission poussera à renouveler l'expérience, huit années plus tard. Dans les mêmes années, il est largement popularisé par sa participation à l'émission Dimanche Martin animée par Jacques Martin ce qui permet de promouvoir l'album Le Meilleur de moi-même en 1988.
Son activité discographique est impressionnante : il grave plus de 255 enregistrements dont près de 50 réalisés avec l'orchestre de chambre Jean-François Paillard.
Malgré une carrière remplie de succès, Maurice André n'a jamais oublié ses origines modestes auxquelles il fait référence à chaque concert ou émission de télévision. Il a notamment enregistré de nombreux airs populaires avec la même exigence que pour les grands concertos classiques.
Fidèle en amitié il rend souvent visite en région Nord Pas de Calais à son grand ami Germain Santer, PDG des établissements Sainthimat , mécène et sponsor du Tour de France. Dans les années 2000 Il lui arrive même de prendre place modestement aux côtés des musiciens de l'harmonie de Caudry (Nord) dirigée par le clarinettiste jazzman André Dufour.

### Dernières années
Maurice André vécut de nombreuses années à Presles-en-Brie où l'école publique porte son nom en son hommage. Il s'est ensuite retiré à Urrugne, au Pays basque, où il s'adonnait à la sculpture sur bois entre deux morceaux de trompette. Il a continué à donner des cours de maître à de jeunes trompettistes prometteurs, tel Rubén Simeó.
En 2003, le magazine Brass Bulletin, spécialisé dans les cuivres, réalise un sondage international auprès de musiciens pour définir un Top 12 des meilleurs joueurs de cuivres du XXe siècle. Maurice André sort en tête de ce classement (avec 848 votes), devant Louis Armstrong (649 votes).
Le dimanche 1er juin 2008, en présence de son épouse et de ses enfants, au cours de la messe d'action de grâce célébrée dans la cathédrale Saint-Jean-Baptiste d'Alès, il reçoit un message du pape Benoît XVI ainsi que la bénédiction apostolique du Saint Père.
Après une carrière intense menée jusqu'au début des années 1990, avec parfois près de 250 dates programmées dans une même année, Maurice André donne son dernier concert le 9 octobre 2008, à la cathédrale Saint-Nazaire de Béziers, à l'âge de soixante-quinze ans.
Il meurt le 25 février 2012 à 78 ans, à l'hôpital de Bayonne. Il est inhumé en Lozère dans le cimetière de Saint-André-Capcèze. Le jour de ses obsèques à Alès de nombreux trompettistes du monde entier, anciens élèves ou non, étaient présents ainsi que le chef d'orchestre Michel Plasson.

### Distinctions
- Chevalier de la Légion d'honneur
- Membre honoraire de la Royal Academy of Music de Londres Il figure dans le grand livre parmi les trois cents plus grands musiciens de tous les temps, au même titre que Prokofiev, Mendelssohn ou Stravinsky.
- Médaille d’or de la Société académique Arts-Sciences-Lettres[7] en 2000.

### Récompenses
Outre les dizaines de disques d’or et de platine, Maurice André a reçu de nombreux prix et récompenses. Par exemple, en 1987, puis encore à trois reprises, les Victoires de la musique classique lui sont décernées.

## Apport à la musique

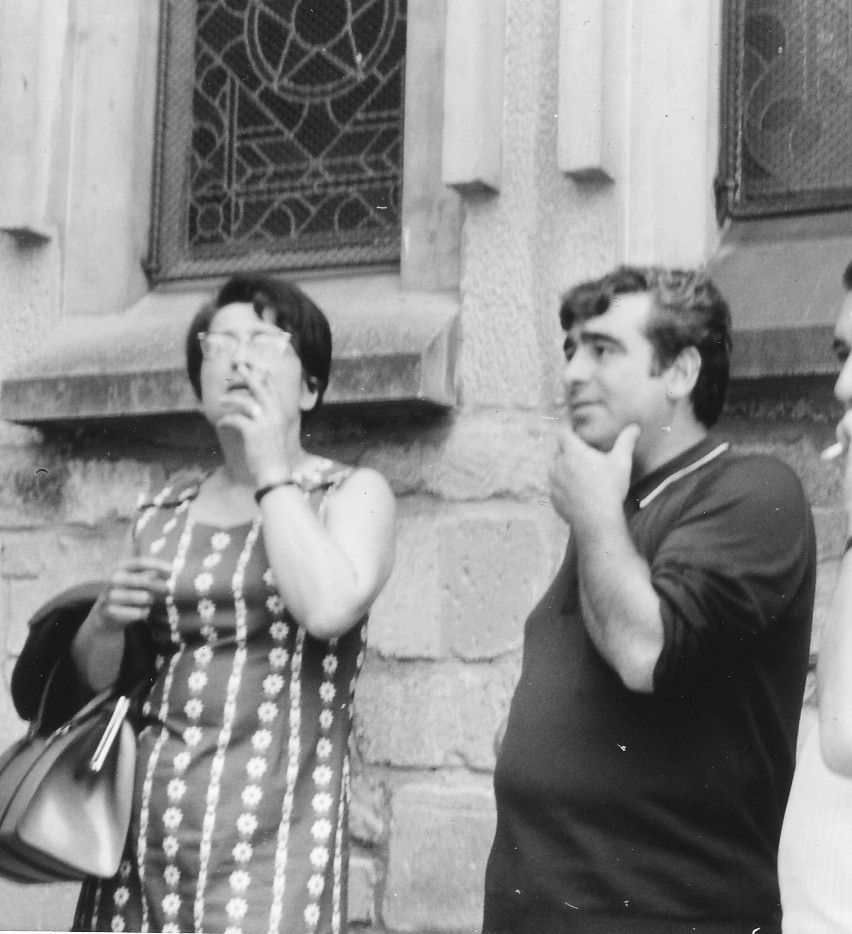
L'organiste Marie-Claire Alain et Maurice André au festival Bach de Saint-Donat en 1969.

Maurice André a considérablement fait évoluer le jeu de la trompette, qui est devenue, grâce à lui, un instrument virtuose, mais surtout, un instrument mélodique. Bon nombre d'œuvres baroques et classiques, tombées dans l’oubli en raison de leur difficulté technique (usage presque exclusif des tessitures aiguës) ont été ressuscitées grâce à lui. Il a réalisé de nombreux enregistrements notamment avec la célèbre organiste Marie-Claire Alain. Ensemble, ils réalisèrent de nombreuses tournées à travers toute l'Europe.
Il a travaillé, en se basant sur un prototype des années 1950, en étroite liaison avec la célèbre maison Selmer qui fabrique, sur ses directives, une trompette piccolo en si bémol aigu à quatre pistons spécialement adaptée à ce répertoire. Cette collaboration a duré jusqu'en 1985.
La trompette connaît, grâce à lui, une popularité nouvelle qui entraîne de nombreux émules dans son sillage. Il a suscité aussi des partitions nouvelles : concertos de Henri Tomasi, Boris Blacher et Marcel Landowski, Heptade et Arioso barocco d’André Jolivet, œuvres d’Antoine Tisné, Germaine Tailleferre et Jean-Claude Éloy. Il commandera aussi une œuvre à son ami Claude Bolling alliant trio jazz et le soliste classique : Toot suite. Sous son impulsion, la trompette a retrouvé les lettres de noblesse qu’elle avait acquises au XVIIIe siècle et l’École française s’est imposée comme la plus importante de la fin du XXe siècle.
Maurice André participe également de manière importante à la musique de kiosque de style champêtre, reprenant un vaste répertoire composé notamment au début du XXe siècle, formé de polkas, marches, scottish et mazurkas populaires, comme les célèbres Variations sur le carnaval de Venise, ou des airs populaires, comme Viens Poupoule, C'est l'piston (de Bourvil) ou Le Corso Blanc.
Ouvert à tous les styles, il interpréta également des musiques viennoises et des musiques de film.

## Hommages et postérité
- En 1979, la ville de Paris crée le concours de trompette Maurice-André, premier des concours internationaux de la Ville de Paris. En 2006 a eu lieu la sixième édition[8] du concours (qui s'est tenu tous les trois ans à partir de 1997). Le concours était présidé par Maurice André, et le jury choisi parmi les meilleurs trompettistes du monde entier.
- Le Conservatoire Maurice André d'Alès Agglomération rend hommage à cet illustre alésien. Dans le monde entier, des écoles de musique portent son nom[9].
- En 2012, le troisième concours jeunes artistes d'Alès décerne le prix Maurice-André pour la section trompette.

## Discographie
Environ 250 disques vinyles et cd dont :
- Concerto pour trompette de Johann Nepomuk Hummel avec l'orchestre de chambre de Jean-François Paillard, Erato
- Concerto pour trompette de Joseph Haydn avec l'orchestre symphonique de Bamberg dirigé Theodor Guschlbauer, Erato
- Concertos baroques italiens
- Trompette et orgue
- Various Trumpet Concertos avec Herbert von Karajan
- Concertos et sonates pour orchestre
- Les Chefs-d'œuvre de la trompette
- Musique à Notre-Dame avec Pierre Cochereau
- Intégrales des œuvres pour vents d'André Jolivet sous la direction du compositeur
- La Trompette baroque
- Musique pour trompette
- Trompette d'or de Maurice André
- Maurice André, ses plus grands succès
- La Belle Époque
- Trompettissimo avec Jean-Michel Defaye
- Les plus beaux Noëls avec les Petits Chanteurs de Saint Laurent, orchestre François Rauber
- La Trompette de toutes les mélodies
- Ballade pour trompette
- La Trompette du siècle
- Le Meilleur de moi-même EMI Music Distribution Publication (1988)[4]
- Toot suite avec Claude Bolling
- L'Extraordinaire Trompette de Maurice André
- Trompette et piano avec Jean Hubeau (33 tours)
- Maurice André et Marcel Lagorce - Quatre polkas avec Marcel Lagorce (45 tours)
- Musiques de kiosque avec l'orchestre de la garde républicaine direction Roger Boutry (1980)
- Kiosque 1900 - Fantaisies, Polkas… orchestre de la Musique des gardiens de la paix de Paris, direction Claude Pichaureau, participation de Désiré Dondeyne
- Gaietés champêtres et Surprises champêtres, orchestre d'André Carradot et les Drilles en Trilles
- Trompette hors-série, orchestre Jack Nilson (1965)
- Album d'Or champêtre avec l'orchestre François Rauber (1984)
- La Trompette d'or de Maurice André, vol. 1 et 2, avec orgue, contrebasse, batterie (1970)
- Te deum H 146 de Marc-Antoine Charpentier, Chorale des Jeunesses musicales de France, Orchestre Jean-François Paillard, dir. Louis Martini (1963)

Une grande partie des enregistrements vinyles de Maurice André n'est pas rééditée en CD.